# Vénosc
Vénosc – miejscowość i dawna gmina we Francji, w regionie Owernia-Rodan-Alpy, w departamencie Isère. W 2013 roku populacja gminy wynosiła 792 mieszkańców. 
W dniu 1 stycznia 2017 roku z połączenia dwóch ówczesnych gmin – Mont-de-Lans oraz Vénosc – utworzono nową gminę Les Deux-Alpes. Siedzibą gminy została miejscowość Mont-de-Lans. 